# دیلون بارنز
دیلون بارنز (انگلیسی: Dillon Barnes؛ زادهٔ ۸ آوریل ۱۹۹۶) بازیکن فوتبال اهل بریتانیا است.
از باشگاه‌هایی که در آن بازی کرده‌است می‌توان به باشگاه فوتبال بارنت و باشگاه فوتبال فولام اشاره کرد.
وی همچنین در تیم ملی فوتبال جامائیکا بازی کرده‌است.